# Муравлівська сільська рада
Муравлі́вська сільська́ ра́да — колишня адміністративно-територіальна одиниця та орган місцевого самоврядування в Ізмаїльському районі Одеської області. Адміністративний центр — село Муравлівка.

## Загальні відомості
Муравлівська сільська рада утворена в 1945 році.
- Територія ради: 34,56 км²
- Населення ради: 1 213 особи (станом на 2001 рік)
- Територією ради протікає річка Єніка

## Населені пункти
Сільській раді підпорядковані населені пункти:
- с. Муравлівка

## Населення
Згідно з переписом 1989 року населення сільської ради становило 1260 осіб, з яких 558 чоловіків та 702 жінки.
За переписом населення 2001 року в сільській раді мешкало 1185 осіб.

### Мова
Розподіл населення за рідною мовою за даними перепису 2001 року:
| Мова       | Відсоток |
| ---------- | -------- |
| російська  | 94,15 %  |
| українська | 2,89 %   |
| молдовська | 1,98 %   |
| болгарська | 0,49 %   |
| гагаузька  | 0,25 %   |
| циганська  | 0,16 %   |

## Склад ради
Рада складається з 16 депутатів та голови.
- Голова ради:
- Секретар ради: Зазуліна Ольга Павлівна

### Керівний склад попередніх скликань
| Прізвище, ім'я, по батькові | Основні відомості                                    | Дата обрання | Дата звільнення |
| --------------------------- | ---------------------------------------------------- | ------------ | --------------- |
| Скорик Сергій Сергійович    | Сільський голова, 1956 року народження, безпартійний | 26.03.2006   | 31.10.2010      |

Примітка: таблиця складена за даними сайту Верховної Ради України

### Депутати
За результатами місцевих виборів 2010 року депутатами ради стали:

#### За суб'єктами висування
| Суб'єкт висування | Кількість обраних депутатів | %   |
| ----------------- | --------------------------- | --- |
| Самовисування     | 16                          | 100 |

#### За округами
| № округу | Прізвище, ім'я, по батькові    | Дата визнання обраним | Освіта             | Партійна приналежність | Відомості про обраного депутата                                               |
| -------- | ------------------------------ | --------------------- | ------------------ | ---------------------- | ----------------------------------------------------------------------------- |
| 1        | Тимофєєва Раїса Павлівна       | 05.11.2010            | вища               | член Партії регіонів   | Муравлівська загальноосвітня школа, директор                                  |
| 2        | Наумова Наталя Василівна       | 05.11.2010            | середня спеціальна | позапартійна           | Муравлівське сільпо, продавець                                                |
| 3        | Тимофєєв Віктор Семенович      | 05.11.2010            | середня спеціальна | позапартійний          | Муравлівська загальноосвітня школа, охоронець                                 |
| 4        | Феклістова Людмила Іларіонівна | 05.11.2010            | вища               | позапартійна           | Муравлівська загальноосвітня школа, вчитель                                   |
| 5        | Гаврилова Лариса Сергіївна     | 05.11.2010            | середня спеціальна | позапартійна           | Муравлівський будинок культури, вчитель                                       |
| 6        | Зазуліна Ольга Павлівна        | 05.11.2010            | середня спеціальна | позапартійна           | Муравлівська загальноосвітня школа, секретар                                  |
| 7        | Наумов Микола Анатолійович     | 05.11.2010            | середня спеціальна | позапартійний          | Муравлівська загальноосвітня школа, заступник директора з внутрішньої безпеки |
| 8        | Вєхов Сергій Іванович          | 05.11.2010            | середня спеціальна | позапартійний          | тимчасово не працює                                                           |
| 9        | Тимофєєва Валентина Іванівна   | 15.11.2010            | вища               | член Народної партії   | Муравлівська сільська рада, бухгалтер                                         |
| 10       | Щокіна Анастасія Мойсеївна     | 05.11.2010            | вища               | позапартійна           | Муравлівська загальноосвітня школа, вчитель                                   |
| 11       | Тимофєєва Марина Валентинівна  | 05.11.2010            | середня спеціальна | член Народної партії   | сільська рада, землевпорядник                                                 |
| 12       | Кохановський Борис Петрович    | 05.11.2010            | вища               | позапартійний          | Муравлівська загальноосвітня школа, вчитель                                   |
| 13       | Щокін Василь Іванович          | 05.11.2010            | середня спеціальна | позапартійний          | тимчасово не працює                                                           |
| 14       | Краснобаєва Людмила Миколаївна | 05.11.2010            | середня спеціальна | позапартійна           | Муравлівське сільпо, продавець                                                |
| 15       | Тимофєєв Євген Степанович      | 05.11.2010            | середня            | позапартійний          | фермерське господарство, фермер                                               |
| 16       | Телішкан Віктор Миколайович    | 05.11.2010            | середня            | позапартійний          | тимчасово не працює                                                           |